# (7253) Nara
(7253) Nara (1993 CL) – planetoida z pasa głównego asteroid okrążająca Słońce w ciągu 5,68 lat w średniej odległości 3,18 j.a. Odkryta 13 lutego 1993 roku.